# Julieta (satèl·lit)
Julieta és un satèl·lit interior d'Urà. Va ser descobert gràcies a les imatges de la sonda Voyager 2 el 3 de gener de 1986, i se li va assignar la designació temporal S/1986 U 2. El seu nom es deu a l'heroïna de l'obra de teatre Romeo i Julieta de William Shakespeare. També se'l coneix amb el nom d'Urà XI.
Julieta pertany al grup de satèl·lits de Pòrcia, que inclou també Bianca, Crèssida, Desdèmona, Pòrcia, Rosalina, Cupid, Belinda i Perdita. Aquests satèl·lits presenten òrbites i propietats fotomètriques similars. Desgraciadament es coneix poca cosa més que la seva òrbita, radi de 32 km i albedo geomètrica de 0,08.
A les imatges de la Voyager 2 Julieta es mostra com un objecte allargat, amb l'eix major apuntant cap a Urà. La ràtio dels eixos de l'esferoide prolat de Julieta és 0,5 ± 0,3. la seva superfície presenta un color grisós.
Julieta podria col·lidir amb Desdèmona en els propers 100 milions d'anys.